# Cabinet Gabriel
Land de Basse-Saxe
Glogowski Wulff I
Le cabinet Gabriel (en allemand : Kabinett Gabriel) est le gouvernement du Land de Basse-Saxe entre le 14 décembre 1999 et le 4 mars 2003, durant la quatorzième législature du Landtag.

## Coalition et historique
Dirigé par le nouveau ministre-président social-démocrate Sigmar Gabriel, ce gouvernement est constitué et soutenu par le Parti social-démocrate d'Allemagne (SPD). Seul, il dispose de 83 députés sur 157, soit 52,8 % des sièges du Landtag.
Il est formé à la suite de la démission de Gerhard Glogowski, au pouvoir depuis octobre 1998, et succède à son seul cabinet, constitué et soutenu par le seul SPD. Après avoir été mis en cause pour ses liens financiers avec de grandes entreprises du Land, le chef de l'exécutif remet sa démission et cède sa place à Gabriel, jeune président du groupe parlementaire social-démocrate.
Lors des élections législatives régionales du 2 février 2003, le SPD s'effondre : il perd presque quinze points par rapport au scrutin de 1998 et réalise à l'époque le plus mauvais résultat de son histoire régionale. L'Union chrétienne-démocrate d'Allemagne (CDU), qui rate la majorité absolue d'un seul siège, et le Parti libéral-démocrate (FDP) décident alors de s'associer pour former une « coalition noire-jaune » ; Christian Wulff est donc investi ministre-président et constitue son premier gouvernement.

## Composition

### Initiale (14 décembre 1999)
- Les nouveaux ministres sont indiqués en gras, ceux ayant changé d'attributions en italique.

| Fonction                                                                          | Titulaire | Titulaire             | Parti |
| --------------------------------------------------------------------------------- | --------- | --------------------- | ----- |
| Ministre-président                                                                |           | Sigmar Gabriel        | SPD   |
| Vice-ministre-présidente Ministre des Femmes, du Travail et des Affaires sociales |           | Heidrun Merk          | SPD   |
| Ministre de l'Intérieur                                                           |           | Heiner Bartling       | SPD   |
| Ministre de l'Économie, de la Technologie et des Transports                       |           | Peter Fischer (de)    | SPD   |
| Ministre de l'Alimentation, de l'Agriculture et des Forêts                        |           | Uwe Bartels           | SPD   |
| Ministre des Finances                                                             |           | Heinrich Aller        | SPD   |
| Ministre de la Justice                                                            |           | Wolf Weber            | SPD   |
| Ministre de l'Éducation                                                           |           | Renate Jürgens-Pieper | SPD   |
| Ministre de la Science et de la Culture                                           |           | Thomas Oppermann      | SPD   |
| Ministre de l'Environnement                                                       |           | Wolfgang Jüttner      | SPD   |
| Ministre des Affaires fédérales et européennes                                    |           | Wolfgang Senf         | SPD   |

### Remaniement du 13 décembre 2000
- Les nouveaux ministres sont indiqués en gras, ceux ayant changé d'attributions en italique.

| Fonction                                                    | Titulaire | Titulaire             | Parti |
| ----------------------------------------------------------- | --------- | --------------------- | ----- |
| Ministre-président                                          |           | Sigmar Gabriel        | SPD   |
| Vice-ministre-présidente Ministre de l'Éducation            |           | Renate Jürgens-Pieper | SPD   |
| Ministre de l'Intérieur                                     |           | Heiner Bartling       | SPD   |
| Ministre de l'Économie, de la Technologie et des Transports |           | Susanne Knorre        | Sans  |
| Ministre de l'Alimentation, de l'Agriculture et des Forêts  |           | Uwe Bartels           | SPD   |
| Ministre des Finances                                       |           | Heinrich Aller        | SPD   |
| Ministre de la Justice                                      |           | Christian Pfeiffer    | SPD   |
| Ministre de la Science et de la Culture                     |           | Thomas Oppermann      | SPD   |
| Ministre de l'Environnement                                 |           | Wolfgang Jüttner      | SPD   |
| Ministre des Femmes, du Travail et des Affaires sociales    |           | Gitta Trauernicht     | SPD   |
| Ministre des Affaires fédérales et européennes              |           | Wolfgang Senf         | SPD   |